# Lijst van voetbalinterlands Mongolië - Oost-Timor
Deze lijst van voetbalinterlands is een overzicht van alle officiële voetbalinterlands tussen de nationale teams van Mongolië en Oost-Timor. De landen hebben tot nu toe vier keer tegen elkaar gespeeld. De eerste ontmoeting was een kwalificatiewedstrijd voor het Wereldkampioenschap voetbal 2018 op 12 maart 2015 in Dili. Het laatste duel, een kwalificatiewedstrijd voor de Azië Cup 2027, vond plaats in Ulaanbaatar op 10 september 2024.

## Wedstrijden
| № | Plaats      | Datum             | Competitie                 | Wedstrijd             | Uitslag |
| - | ----------- | ----------------- | -------------------------- | --------------------- | ------- |
| 1 | Dili        | 12 maart 2015     | WK 2018 kwalificatie       | Oost-Timor − Mongolië | 4 − 1   |
| 2 | Ulaanbaatar | 17 maart 2015     | WK 2018 kwalificatie       | Mongolië − Oost-Timor | 0 − 1   |
| 3 | Gianyar     | 5 september 2024  | Azië Cup 2027 kwalificatie | Oost-Timor − Mongolië | 4 − 1   |
| 4 | Ulaanbaatar | 10 september 2024 | Azië Cup 2027 kwalificatie | Mongolië − Oost-Timor | 2 − 0   |

## Samenvatting
| Competitie            | Totaal gespeeld | Winst Mongolië | Gelijk | Winst Oost-Timor | Doelsaldo Mongolië – Oost-Timor |
| --------------------- | --------------- | -------------- | ------ | ---------------- | ------------------------------- |
| WK-kwalificatie       | 2               | 0              | 0      | 2                | 1 − 5                           |
| Azië Cup-kwalificatie | 2               | 1              | 0      | 1                | 3 − 4                           |
| Totaal                | 4               | 1              | 0      | 3                | 4 − 9                           |

## Details

### Eerste ontmoeting
| WK 2018 kwalificatie (Dili, Oost-Timor, 12 maart 2015): |              | |
| Oost-Timor | 4 – 1        | Mongolië |
| Chiquito Filipe do Carmo 4', 7' Rodrigo Souza Silva 84' Jairo Neto 85' | goals        | 87' Batmunkh Erkhenbayar |
| Fabio Joaquim | bondscoach   | Sanjmyataviin Purevsukh |
| Ramos Saozinho Ribeiro Maxanches Filipe Oliveira Ramon Saro Diogo Santos Rangel 89' Agostinho da Silva Eusebio Hermenio Costa de Almeida Junior de Souza Rodrigo Souza Silva Jose Fonseca 76' Anggisu Barbosa Chiquito Filipe do Carmo 67' | opstellingen | Batsaikhan Ariunbold Tserenjav Enkhjargal Garidmagnai Bayasgalangiin Nyam-Osor Naranbold Batmunkh Erkhenbayar Ganbold Bilguun 85' Norjmoo Tsedenbal Tuguldur Munkh-Erdene Tsend-Ayush Khurelbaatar 70' Altansukh Erdenebayar 60' Ganbaatar Tugsbayar |
| Jairo Neto 67' Henrique 76' Jeca 89' | wissels      | 60' Soyol-Erdene Gal-Erdene 70' Altansukh Tsolmon 85' Gandelger Ganbold |
| Filipe Oliveira 13' | gele kaarten | 27' Tserenjav Enkhjargal 51' Ganbold Bilguun |

### Tweede ontmoeting
| WK 2018 kwalificatie (Ulaanbaatar, Mongolië, 17 maart 2015): |              | |
| Mongolië | 0 – 1        | Oost-Timor |
| | goals        | 9' Patrick Fabiano |
| Sanjmyataviin Purevsukh | bondscoach   | Fabio Joaquim |
| Batsaikhan Ariunbold Tserenjav Enkhjargal Garidmagnai Bayasgalangiin Nyam-Osor Naranbold Batmunkh Erkhenbayar 72' Ganbold Bilguun Tuguldur Munkh-Erdene 72' Tsend-Ayush Khurelbaatar Altansukh Erdenebayar 61' Murun Altankhuyag Soyol-Erdene Gal-Erdene | opstellingen | Ramos Saozinho Ribeiro Maxanches Filipe Oliveira Ramon Saro Diogo Santos Rangel Agostinho da Silva 70' Eusebio Hermenio Costa de Almeida Junior de Souza Rodrigo Souza Silva Anggisu Barbosa 89' Jairo Neto 90+1' Patrick Fabiano |
| Norjmoo Tsedenbal 61' Tugsibileg Batbold 72' Turbat Daginaa 72' | wissels      | 70' Jose Fonseca 89' Chiquito Filipe do Carmo 90+1' Nataniel De Jesus Reis |
| Batmunkh Erkhenbayar 56' Tserenjav Enkhjargal 58' Ganbold Bilguun 68' | gele kaarten | 41' Diogo Santos Rangel |

MFF · Mongolisch vrouwenelftal
Interlands
Tegenstander:
Afghanistan ·
Azerbeidzjan ·
Bangladesh ·
Bhutan ·
Brunei ·
Cambodja ·
Filipijnen ·
Georgië ·
Guam ·
Hongkong ·
India ·
Japan ·
Jemen ·
Kirgizië ·
Koeweit ·
Laos ·
Libanon ·
Macau ·
Malediven ·
Maleisië ·
Mauritius ·
Myanmar ·
Noord-Korea ·
Oezbekistan ·
Oost-Timor ·
Palestina ·
Saoedi-Arabië ·
Singapore ·
Sri Lanka ·
Tadzjikistan ·
Taiwan ·
Tanzania ·
Vanuatu ·
Vietnam ·
Zuid-Korea
FFTL · A-internationals · Oost-Timorees vrouwenelftal
2000 – 2009 · 
2010 – 2019
2003 · 
2004 · 
2005 · 
2006 · 
2007 · 
2008 · 
2009 · 
2010 · 
2011 · 
2012 ·
2015 ·
2016
Brunei ·
Cambodja ·
Filipijnen ·
Hongkong ·
Indonesië ·
Laos ·
Libanon ·
Malediven ·
Maleisië ·
Mongolië ·
Myanmar ·
Nepal ·
Palestina ·
Saoedi-Arabië ·
Singapore ·
Tadzjikistan ·
Taiwan ·
Thailand ·
Verenigde Arabische Emiraten